# Ullrich Holland

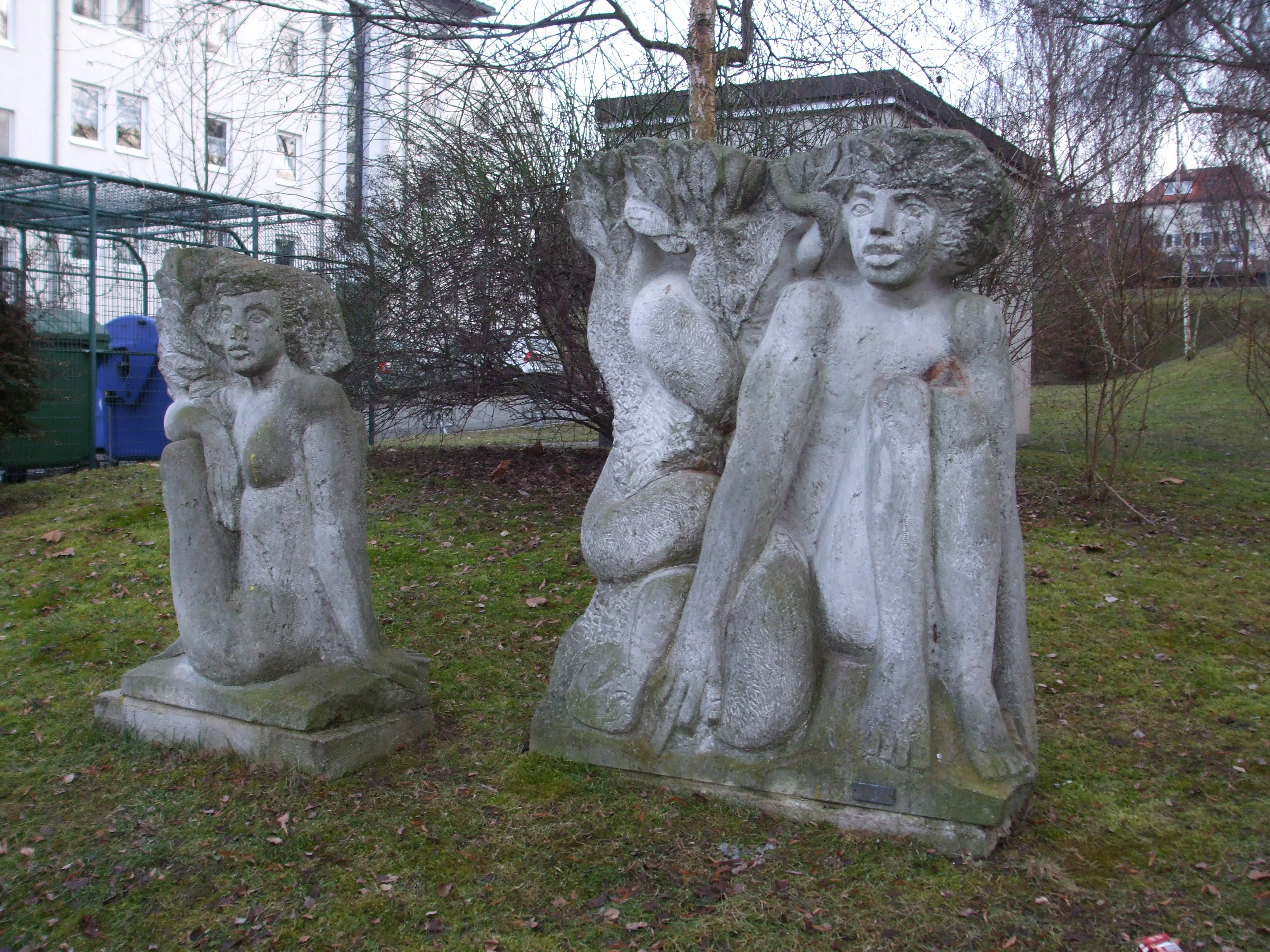
Adam und Eva (1993), Gera, Franz-Petrich-Straße

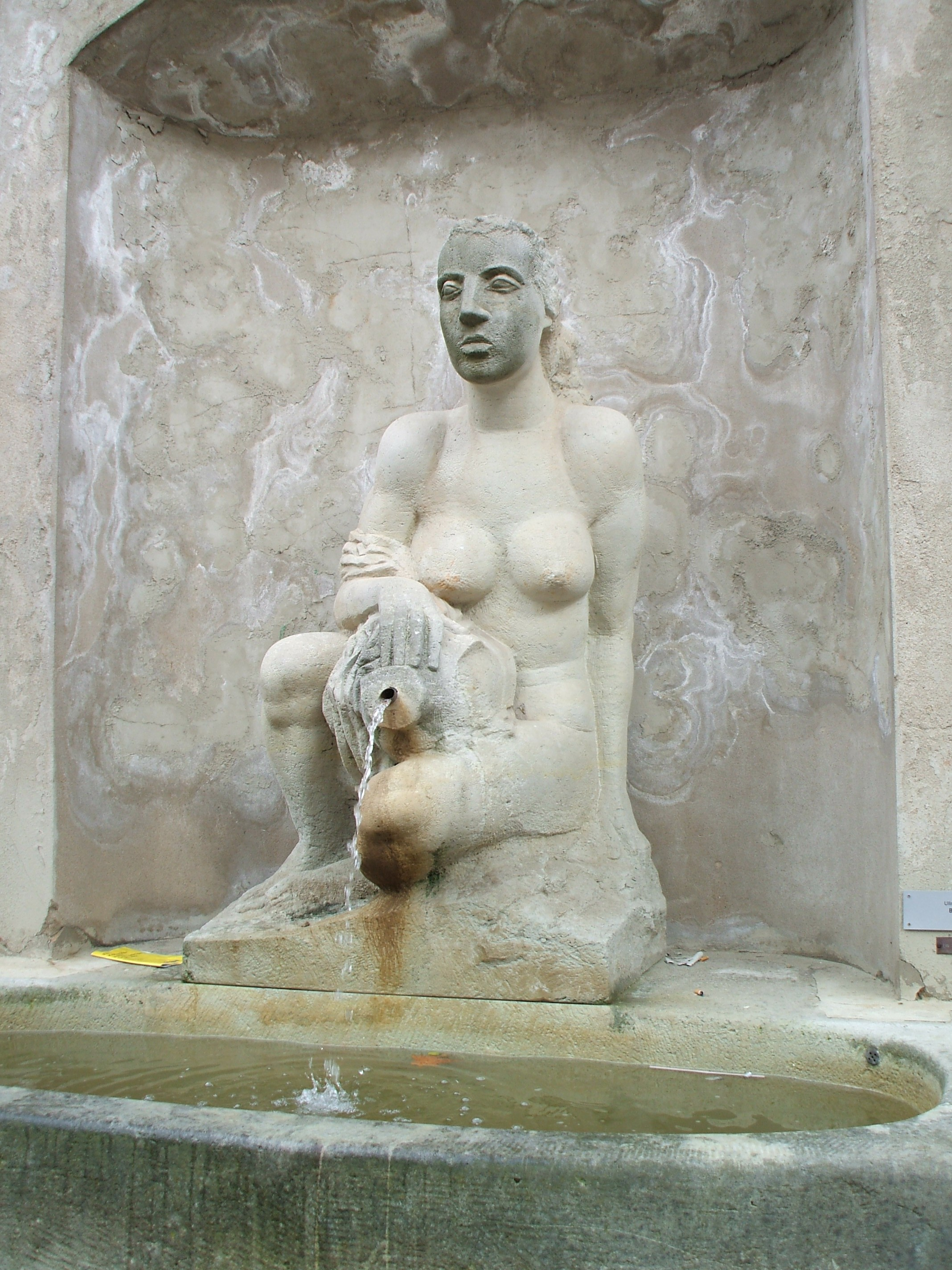
Brunnen (Steinerne Schöne; 1994), Gera, Nicolaiberg

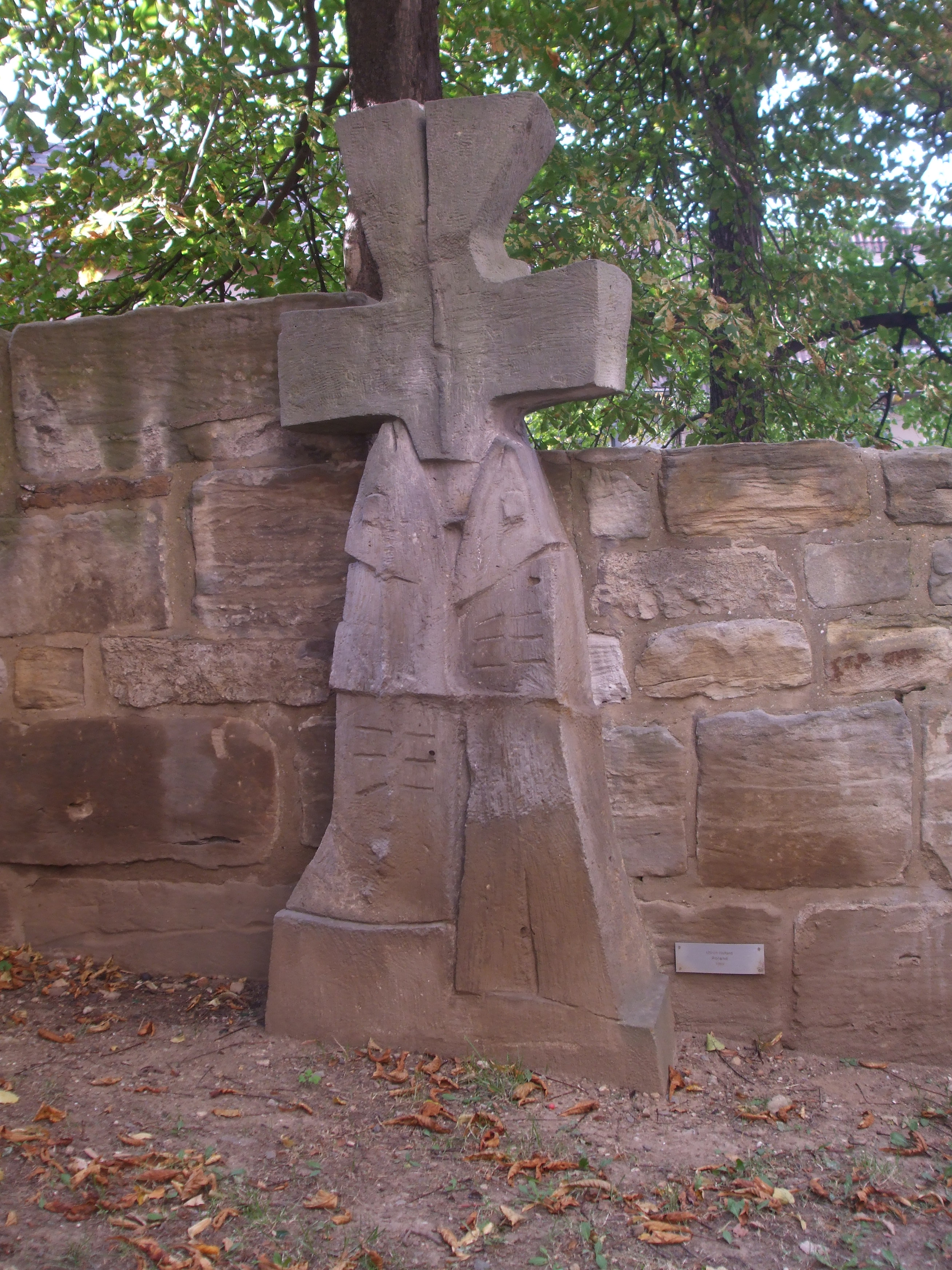
Roland (1989), Gera, Nicolaiberg

Ullrich Holland (* 29. Juni 1950 in Elstra; † 25. Oktober 2001 in Schwarzbach) war ein deutscher Bildhauer.

## Leben und Werk
Nach Abitur und Abschluss einer Steinmetzlehre studierte Holland von 1969 bis 1974 bei Helmut Heinze und Gerd Jaeger an der Hochschule für Bildende Künste Dresden. Anschließend war er als freischaffender Bildhauer in Gera tätig. 1974 hatte er als einer der ersten Absolventen einen Fördervertrag mit der Wismut AG, die mehrere seiner Arbeiten für ihre Kunstsammlung erwarb. Holland war bis 1990 Mitglied im Verband Bildender Künstler der DDR.

## Ehrungen in der DDR
- Ehrenpreis des Nationalen Olympischen Komitees der DDR
- Kunstpreis des FDGB
- 1981: Kunstpreis der Stadt Gera[2]

## Werke im öffentlichen Raum
- ca. 1978: Gepard, Beton; Heinrichstraße (vor der Gaststätte „Heinrichsbrücke“); 2000 zerstört
- ca. 1978: Panzernashorn, Beton; Heinrichstraße (vor der Gaststätte „Heinrichsbrücke“); seit 2006 eingelagert
- Drache (Spielplastik), Beton; Lusan, Nürnberger Straße (Ecke Kiefernstraße)
- Pferd (Spielplastik), Beton; Lusan, Nürnberger Straße (Ecke Kiefernstraße)
- 1982: Flamme, Sandstein; Friedhofstraße, Ostfriedhof
- 1982: Roland, Sandstein; Stadtgraben
- 1985: Frosch, Beton; Debschwitz, Eiselstraße, Förderschule
- 1985: Schnecke, Beton; Tinz, Grüner Weg, Seniorenwohnpark „Alte Schule“
- 1989: Roland, Sandstein; Nicolaiberg
- Drache (Spielplastik), Beton; Bieblach-Ost, Wartburgstraße
- 1993: Adam und Eva, Sandstein; Franz-Petrich-Straße
- 1994: Steinerne Schöne (Brunnenanlage), Sandstein; Nicolaiberg (unterhalb der Salvatorkirche)
- 1997: Hundegruppe, Bronze; Bieblach-Ost, Liebigweg
- 1998: Versteinerte Rapunzel, Sandstein; Ostviertel, am Eichwald
- 1999: Gordischer Knoten, Sandstein; Untermhaus, Hermann-Drechsler-Straße (im Garten der Villa Hirsch)
- 2000: Zabelstein, Sandstein; Clara-Zetkin-Straße (vor dem Zabel-Gymnasium)

## Ausstellungen (unvollständig)

### Einzelausstellungen
- 1988 Weimar, Galerie im Cranachhaus (mit Philip Oeser)

### Ausstellungsbeteiligungen
- 1977 bis 1988: Dresden, VIII. bis X. Kunstausstellung der DDR

- 1977 und 1983: Leipzig, Messehaus am Markt („Kunst und Sport“)
- 1979 und 1984: Gera, Bezirkskunstausstellungen
- 1982: Gera, Galerie im Stadthaus („Plastik. Bildhauer des VBK-DDR im Bezirk Gera.“)
- 1985: Erfurt, Gelände der Internationalen Gartenbauausstellung („Künstler im Bündnis“)